# NHL Supplemental Draft 1994
L'NHL Supplemental Draft 1994 si è tenuto il 28 giugno 1994. Essa fu la nona e ultima edizione del Supplemental Draft. Quattro fra i giocatori scelti militarono nella National Hockey League.

## Scopo
Il Supplemental Draft fu utilizzato dalle franchigie della NHL per selezionare i giocatori provenienti dalle università statunitensi e canadesi altrimenti non eleggibili per l'Entry Draft. A differenza dell'Entry Draft la maggioranza dei giocatori non militò mai nella squadra dalla quale furono selezionati, tuttavia dodici di essi superarono le 100 presenze in NHL. Il Supplemental Draft fu abbandonato dopo la firma del nuovo contratto collettivo fra i giocatori e i proprietari delle squadre nel 1995.

## Scelte
| #  | Giocatore             | Nazionalità | Squadra NHL             | Squadra di provenienza                |
| -- | --------------------- | ----------- | ----------------------- | ------------------------------------- |
| 1  | Sean McCann (D)       | Canada      | Florida Panthers        | Harvard Crimson (ECAC)                |
| 2  | Steve Rucchin (C)     | Canada      | Mighty Ducks of Anaheim | University of Western Ontario (OUAA)  |
| 3  | Steve Guolla (AS)     | Canada      | Ottawa Senators         | Michigan St. Spartans (CCHA)          |
| 4  | Randy Stevens (AD)    | Stati Uniti | Winnipeg Jets           | Michigan Tech Huskies (WCHA)          |
| 5  | Steve Martins (C)     | Canada      | Hartford Whalers        | Harvard Crimson (ECAC)                |
| 6  | Chad Dameworth (D)    | Stati Uniti | Edmonton Oilers         | Northern Michigan Wildcats (CCHA)     |
| 7  | Quinn Fair (D)        | Canada      | Los Angeles Kings       | Kent State University (NCAA)          |
| 8  | François Bouchard (D) | Canada      | Tampa Bay Lightning     | Northeastern U. Huskies (Hockey East) |
| 9  | Reid Simonton (D)     | Canada      | Quebec Nordiques        | Union Dutchmen (ECAC)                 |
| 10 | Kirk Nielsen (AD)     | Stati Uniti | Philadelphia Flyers     | Harvard Crimson (ECAC)                |